# Noam Leopold
Noam Leopold (Thun, 17 de julio de 2002) es un jugador de balonmano suizo que juega de extremo izquierdo en el HBC Nantes. Es internacional con la selección de balonmano de Suiza.
Su primer gran campeonato con la selección fue el Campeonato Mundial de Balonmano Masculino de 2025.

## Palmarés

### HBC Nantes
- Trofeo de Campeones (1): 2024

## Clubes
| Club             | País    | Año         |
| ---------------- | ------- | ----------- |
| Handball Stäfa   | Suiza   | 2019 - 2021 |
| Pfadi Winterthur | Suiza   | 2021 - 2024 |
| HBC Nantes       | Francia | 2024 - Act. |